# Penicillium verrucosum
Penicillium verrucosum är en svampart som beskrevs av Dierckx 1901. Penicillium verrucosum ingår i släktet Penicillium och familjen Trichocomaceae.   Inga underarter finns listade i Catalogue of Life.